# Plaza Charles de Gaulle (Rancagua)
La Plaza Charles de Gaulle es un parque ubicado en Rancagua, Región del Libertador General Bernardo O'Higgins. Está situada en los alrededores del parque Plaza de La Merced y Iglesia de la Merced. La plaza fue inaugurada por el presidente de Chile Jorge Alessandri el día 2 de octubre del 1964, en el marco de la primera celebración rancagüina en recuerdo del Desastre de Rancagua, contando con la presencia del entonces presidente de Francia, Charles de Gaulle, bautizándose en honor la plaza con su nombre.
La plaza colinda directamente con la Plaza de los Héroes de Rancagua, principal plaza de armas de la ciudad homónima y actualmente parte de la plaza es ocupada como paradero de taxis de la ciudad. 
Su uso es público y es principalmente concurrido debido a la presencia de una parada de radiotaxis de la ciudad.